# Visado colegial
El visado colegial es un documento expedido por un Colegio profesional. Es el Colegio correspondiente el que lo define y establece los criterios específicos del visado.
El visado colegial es un acto de control sujeto al derecho administrativo y realizado por los Colegios en ejercicio de una función pública atribuida por ley, mediante el cual se comprueba la adecuación de cualquier tipo de proyecto o trabajo profesional de un colegiado a la normativa general o corporativa que lo regula, así como el cumplimento de los requisitos subjetivos de su autor para suscribirlo y asumir ante el Estado y la sociedad la responsabilidad facultativa dimanante, todo ello en garantía de los intereses de los clientes y del interés público en general.
El Real Decreto 1000/2010, de 5 de agosto art.12 establece que únicamente es obligatorio en proyectos de ejecución y certificados finales de obras de edificación , demolición de edificaciones y otros casos especiales.

## Tipos de Visados
- Visado
- Visado de Anteproyecto
- Visado de Proyecto Básico
- Reconocimiento de firma
- Visado de Proyectos para Concursos de las Administraciones
- Hoja de encargo de servicios profesionales

## Visado en España
Tal como indica el artículo 6 del Real Decreto 1332/2000, de 7 de julio, de los Estatutos Generales de los Colegios oficiales de Ingenieros Industriales de España.

1. El visado colegial garantiza la identidad, la titulación y la habilitación del que suscribe el trabajo. Asimismo acredita la autentificación, el registro, la corrección formal de presentación de los documentos y que se ha contemplado la normativa aplicables, pero no sanciona el contenido del trabajo profesional ni su corrección técnica.
Igualmente deberá incluir aquellos aspectos que la Administración General del Estado o de las Comunidades Autónomas encomienden a los Colegio, siempre dentro del ordenamiento del ejercicio de la profesión.
Los Colegios definirán el contenido administrativo del visado de cada tipo de trabajo, así como la cuota colegial correspondiente de acuerdo con los criterios básicos que establezca el Consejo General e fin de armonizar el ejercicio de la profesión en todo el territorio del Estado.
2. El visado no comprenderá los honorarios ni las demás condiciones contractuales, cuya determinación se deja el libre acuerdo de las partes.

- Datos: Q6163860